# Prawo hipoteczne Królestwa Polskiego
Prawo hipoteczne Królestwa Polskiego (inaczej: Ustawa hipoteczna z 1818 r.) – ustawa uchwalona przez Sejm Królestwa Polskiego, regulująca sprawy hipotek. Przyjęta przez Senat jednomyślnie 21 kwietnia, przez Izbę Poselską 22 kwietnia większością głosów 67 przeciwko 40, zatwierdzona przez Aleksandra I 26 kwietnia, ogłoszona w Dzienniku Praw 20 lipca 1818 r.
Ustawa zastąpiła przepisy kodeksu Napoleona w zakresie urządzeń hipotecznych. Ustawodawcy poszli w kierunku połączenia dawnych przepisów prawa polskiego, norm pruskich i przepisów francuskich związanych z wpisami praw rzeczowych.
Wprowadzono przymus hipoteczny dla dóbr nieruchomych w miastach wojewódzkich. Dla wielkiej własności wprowadzono przymusową regulację. Dla nieruchomości we wsiach i w innych miastach założenie księgi hipoteczne było dobrowolne. Prowadzeniem spraw hipotecznych zajmowały się odpowiednie wydziały sądowe. Umowy sporządzali notariusze.
Wpisy miały charakter urzędowy, w kancelariach hipotecznych po zatwierdzeniu przez zwierzchność hipoteczną.
Rękojmia wiary publicznej ksiąg hipotecznych - treść księgi wiąże wszystkie osoby działające w dobrej wierze; decyduje kto ma być uważany za właściciela. Księgi wieczyste miały obejmowały księgi umów, zbiór dokumentów oraz wykaz hipoteczny, czyli skrótowy obraz nieruchomości pod względem jej przestrzeni i stosunku do właściciela oraz osób trzecich.
Zasada pierwszeństwa (wierzyciel wpisany do księgi ma pierwszeństwo przed innymi wierzycielami; decyduje chronologia wpisów).
Zasada jawności hipotecznej (w sensie materialnym przymus ujawniania w księdze wszystkich czynności dotyczących zmiany właściciela; bez wpisu do księgi własność nie mogła przejść na nabywcę; w sensie formalnym prawo zapoznania się z treścią księgi każdej zainteresowanej osoby).
Zasada szczegółowości - hipoteka na konkretnej nieruchomości (a nie na całym majątku dłużnika).
Zasada niepodzielności - podział nieruchomości nie wpłynął na prawa wierzyciela.
Hipoteczne prawo zastawu mogło być trzech rodzajów:
- umowne, wypływające z zawartych umów
- sądowe, oparte na odpowiednich wyrokach
- ustawowe, oparte na zasadach prawa i niewymagające zgody dłużnika, ani wyroku zabezpieczającego

W 1825 roku wyszła nowa ustawa o hipotekach (uproszczono same księgi hipoteczne, rozciągnięte przepisy prawa hipotecznego również na tzw. małą własność). 
Uchwalona przez Izbę Poselską 6 czerwca większością 55 przeciw 51, zatwierdzona przez Aleksandra I 13 czerwca, ogłoszona 6 sierpnia.